# Сегрегация по признаку пола
Сегрегация по признаку пола, половая сегрегация или гендерная сегрегация — представляет собой физическое, юридическое или культурное разделение людей на основе их гендера или биологического пола. Предмет породил множество споров в социологии. В ряде случаев это может быть нарушением возможностей и прав человека и может привести к экономической неэффективности; с другой стороны, некоторые сторонники утверждают, что половая сегрегация имеет решающее значение для определённых религиозных законов, социальной и культурной истории и традиций.
Половая сегрегация является глобальным явлением, по разному проявляющимся в разных странах. Половая сегрегация, считающаяся нормой в одних странах, может считаться радикальной и даже незаконной в других. В то же время многие законы и политические меры, способствующие сегрегации или десегрегации, повторяются в различных национальных контекстах. Вопросы безопасности и уважения личного пространства, традиционные ценности и культурные нормы, а также вера в то, что сегрегация по половому признаку может привести к положительным образовательным и социальным результатам, формируют государственную политику в отношении сегрегации по половому признаку.

## Определение

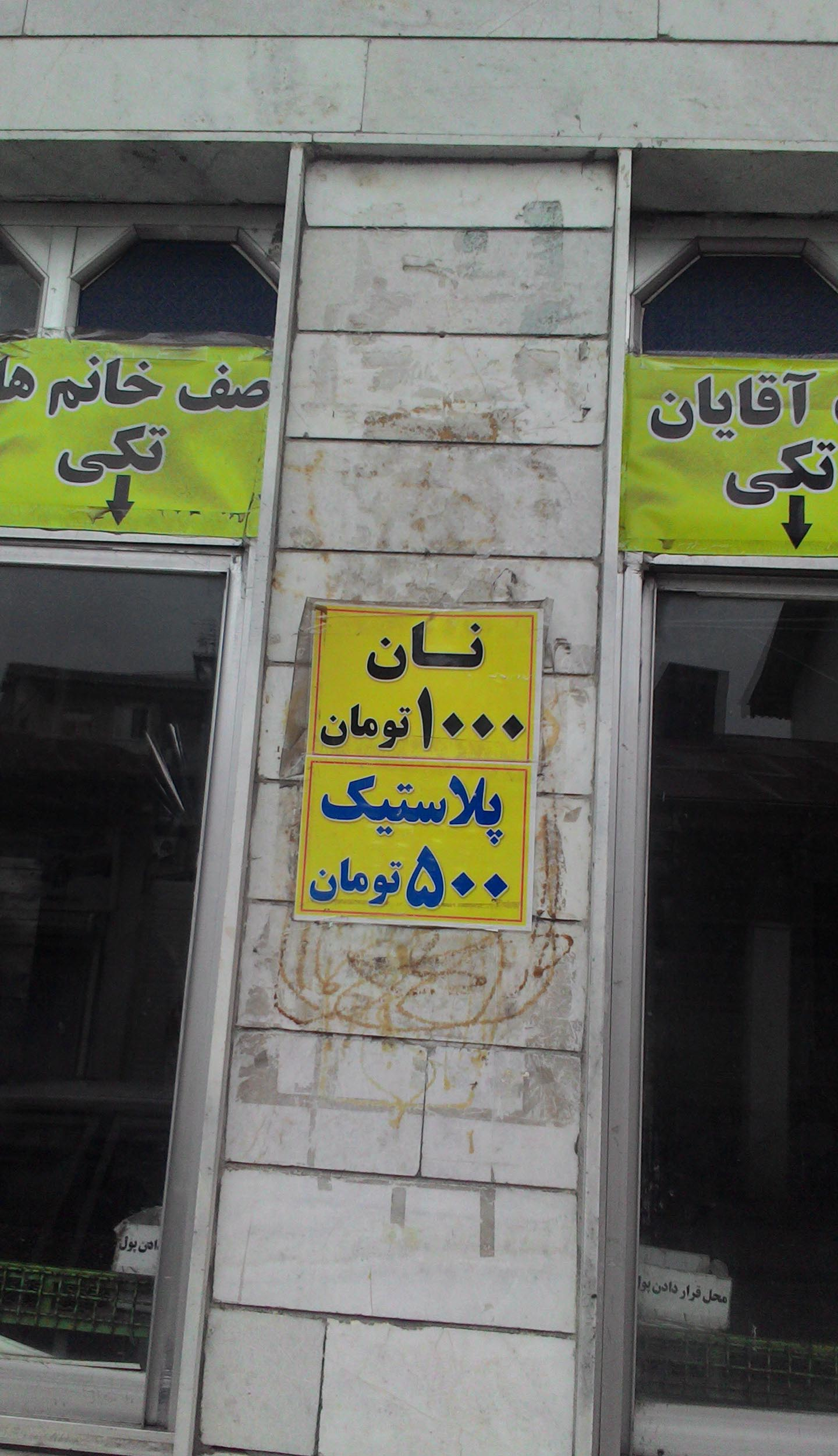
Булочная с разными окнами для женщин и мужчин. Иран, 2021

Термин «сегрегация» относится к разделению полов, которое может быть обусловлено обычаями, законами и политикой, или же быть фактическим результатом разделения людей по половому признаку. Даже в качестве фактического результата половая сегрегация в целом может быть вызвана общественным давлением, историческими практиками, социализированными предпочтениями и «фундаментальными биологическими различиями». Половая сегрегация может означать буквальное физическое и пространственное разделение по половому признаку. Этот термин также используется для обозначения исключения одного пола из участия в профессиональной деятельности в учреждении или группе. Половая сегрегация может быть полной или частичной. Например, когда представители одного пола преобладают в группе или в организации, но не составляют её исключительно.
Ряд американских исследователей разделяет такие понятия как «разделение по полу» и «половая сегрегация».
Термин «гендерный апартеид» (или «половой апартеид») также применителен к сегрегации людей по половому признаку и относится к проявлениям половой дискриминации.

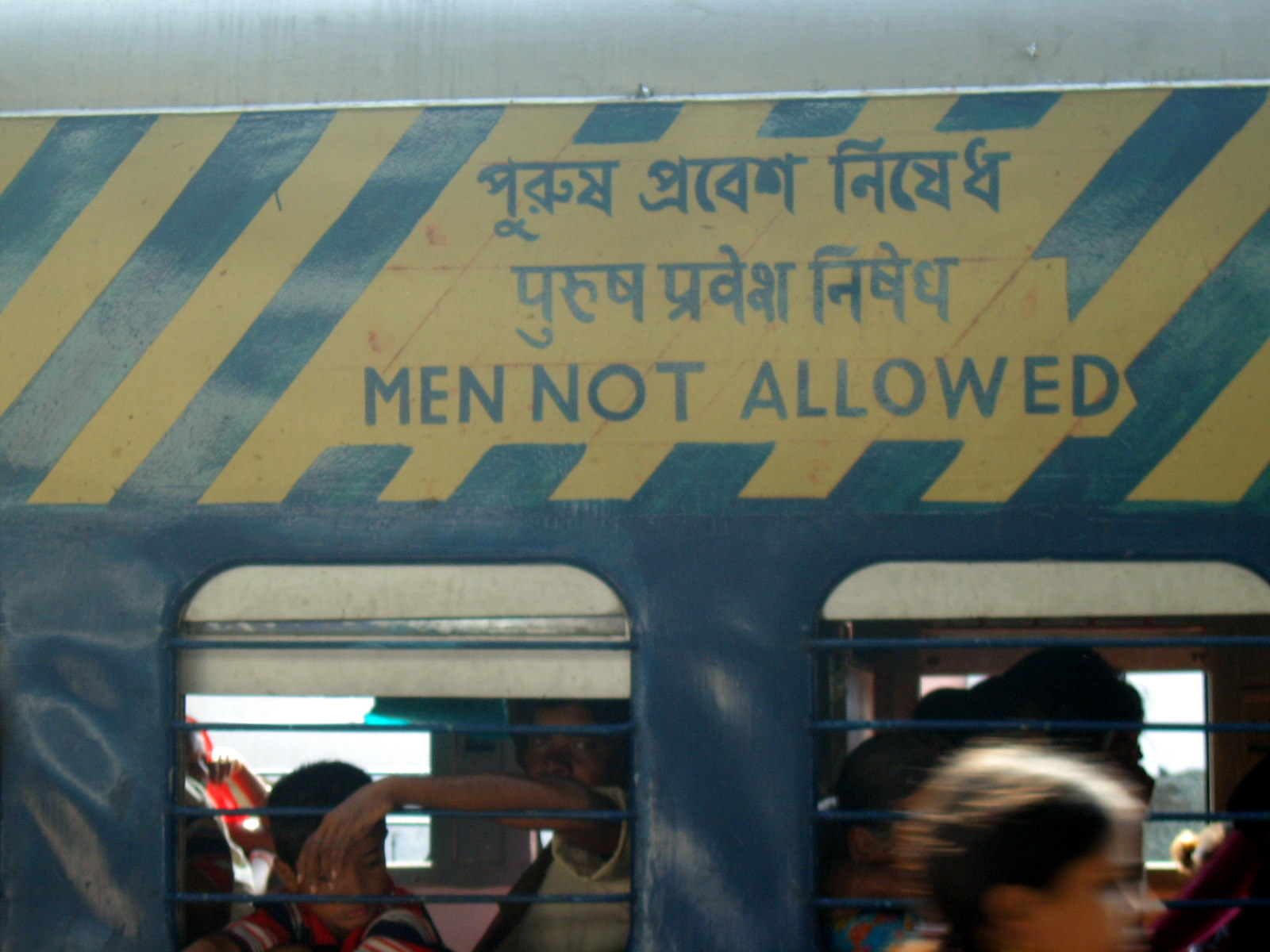
Мужчинам вход воспрещён. Табличка на вагоне поезда "только для женщин". Индия

## Типы
Гендерная сегрегация может иметь место как в государственном, так и в частном контексте и классифицироваться по-разному. Это практика разделения людей по половому признаку, которая может принимать различные формы в зависимости от контекста. Учёный-юрист и гендерный исследователь Дэвид С. Коэн предлагает единую таксономию, разделяющую половую сегрегацию на обязательную, административную, разрешительную и добровольную. Обязательная и административная половая сегрегация требуется и обеспечивается государством в общественных местах, в то время как разрешительная и добровольная половая сегрегация выбираются государственными или частными учреждениями, но в рамках закона. Пример: отдельные туалеты и раздевалки для мужчин и женщин в общественных зданиях. Раздельные по половому признаку тюрьмы или центры содержания под стражей. Спортивные соревнования, проводимые с учётом гендерных различий (особенно там, где физические различия имеют значение).

### Обязательная
Обязательная сегрегация по половому признаку предусмотрена законом и обеспечивает разделение по половому признаку. Примерами служат раздельное содержание мужчин и женщин в тюрьмах, в правоохранительных органах, на военной службе, в общественных туалетах и в быту. Эти обязательные правила могут быть детализированы. Например, в армии, где людей часто разделяют в законах о воинской повинности. Армейские правила определяют, какие роли могут выполнять представители разных полов, например, в пехоте на передовой.  Обязательная сегрегация по половому признаку также включает менее очевидные случаи разделения. Например, когда мужчины и женщины обязаны иметь сопровождающих такого же пола для личного досмотра. Таким образом, обязательная сегрегация по половому признаку может диктовать условия занятости в гендерно-разделённых пространствах, включая больницы и дома по уходу, а также может быть формой профессиональной сегрегации.

### Административная

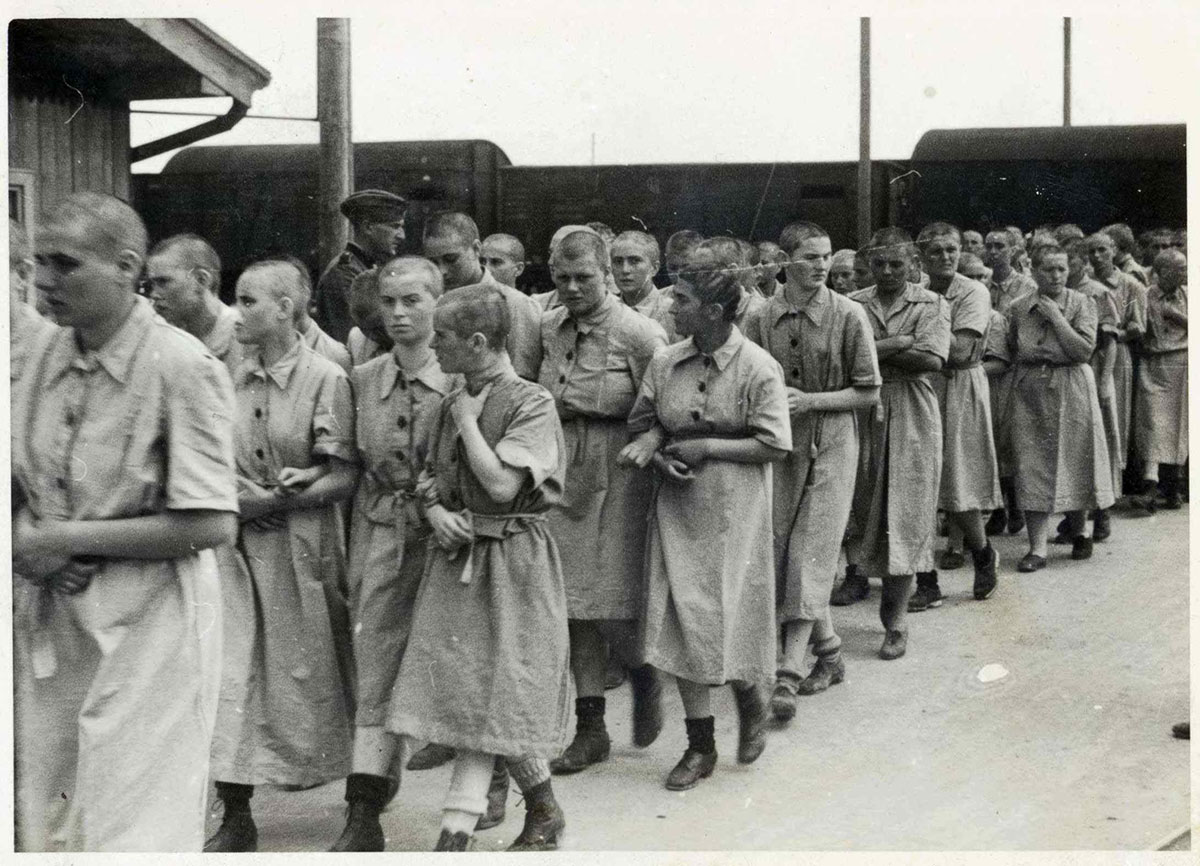
Сегрегация женщин в Освенциме в период Холокоста

Административная сегрегация по половому признаку подразумевает, что государственные и правительственные учреждения осуществляют разделение по половому признаку в силу своих должностных обязанностей, а не в результате формального распоряжения. Такая сегрегация часто обусловлена практическими соображениями, организационными нормами или социальными ожиданиями, а не формальными юридическими требованиями. К примерам административной сегрегации по половому признаку можно отнести сегрегацию в государственных медицинских исследованиях, спортивных лигах, государственных больницах с общими палатами, реабилитационных программах и некоторых государственных образовательных учреждениях. Административная сегрегация по половому признаку может иметь место, например, при организации общественных туалетов с разделением по половому признаку, несмотря на отсутствие прямых юридических требований к этому.

### Разрешительная

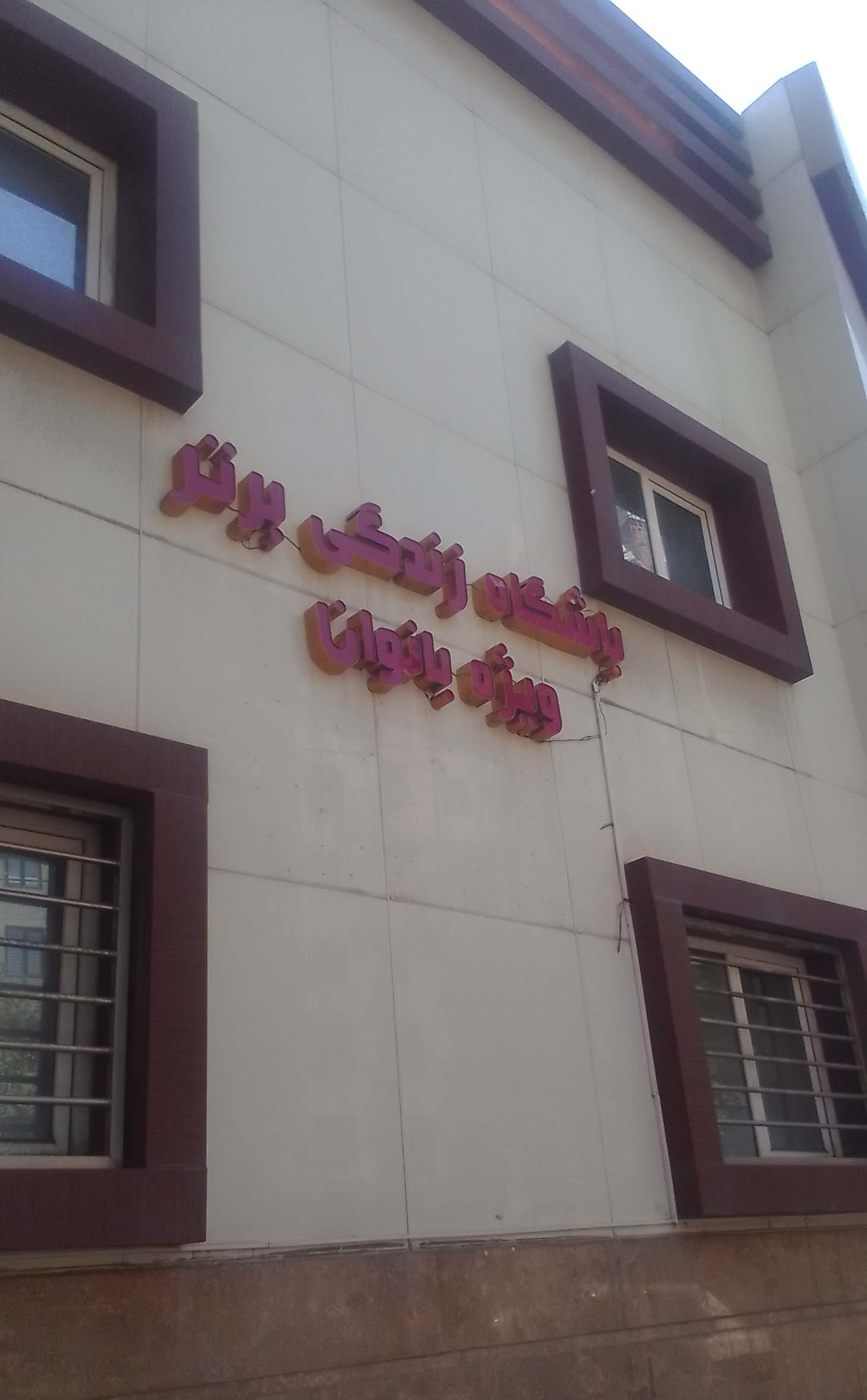
Женский спорткар-клуб в Иране, 2023

Разрешительная половая сегрегация — это сегрегация, которая прямо разрешена законом, т. е. положительно разрешена, но не обязательно требуется или поощряется законом. Разрешительная сегрегация по половому признаку исключает некоторые вещи из анти-дискриминационных законов, часто разрешая, среди прочего, сегрегацию религиозных и военных школ, высших учебных заведений, которые традиционно принимали по половому признаку, клубов здоровья, спортивных команд, социальных братств и женских обществ, хоров, добровольных молодежных организаций, конкурсов красоты.

### Добровольная
Половая сегрегация, которая не является юридически обязательной, не установлена в административном порядке и не разрешена законом в прямой форме, признается добровольной половой сегрегацией. Добровольная сегрегация по половому признаку подразумевает отсутствие чётких правовых предписаний. Она не обязательно означает свободный выбор как сегрегируемых, так и сегрегирующих, и может быть обусловлена социальными и культурными нормами. Добровольная сегрегация по половому признаку существует во многих национальных и профессиональных организациях, основанных на интересах, местных и крупных клубах, спортивных командах, частных рекреационных учреждениях, религиозных организациях, исполнительских видах искусства и т.д.

## В религии
Гендерная сегрегация также может быть мотивирована религиозными или культурными представлениями о мужчинах и женщинах. Подобные меры могут приниматься под предлогом безопасности или уважения личного пространства. Гендерное разделение в иудаизме и гендерная сегрегация в исламе отражают религиозно мотивированную половую сегрегацию. В ряде религий в монашеских орденах молитвенные пространства и руководящие роли также были разделены по половому признаку.
С политической точки зрения, теократии и страны с государственной религией принимали законы о половой сегрегации, частично основанные на религиозных традициях. Даже если они не закреплены законодательно, такие традиции могут подкрепляться социальными институтами и, в свою очередь, приводить к половой сегрегации. В контексте Южной Азии, одним из институтов, способствующих половой сегрегации, является пурда.

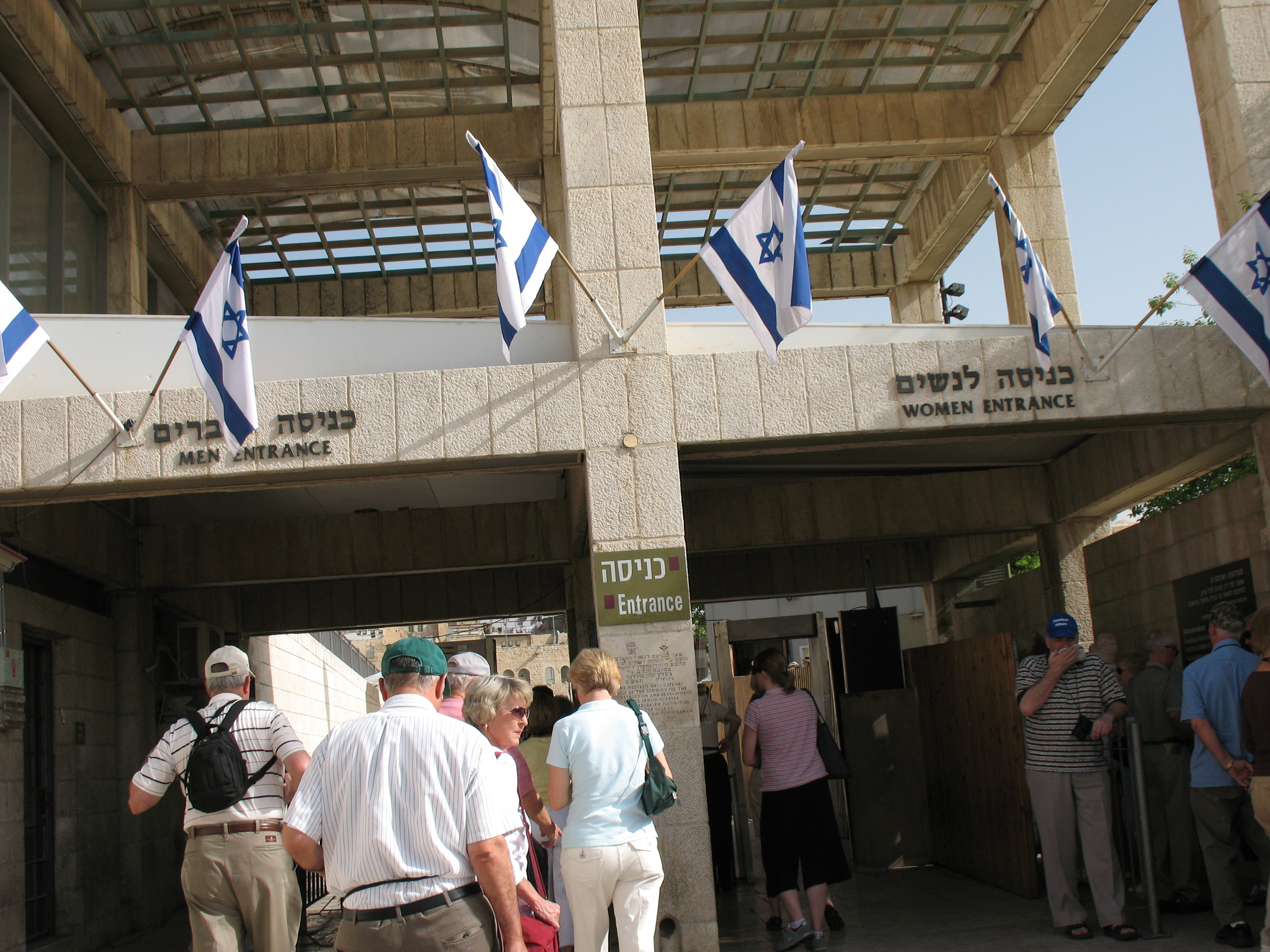
Разделённый по полу вход на Стену Плача, Иерусалим

Мусульманский мир и Ближний Восток были особенно тщательно изучены исследователями, анализирующими гендерную сегрегацию. Там она является следствием шариата — морального и религиозного кодекса ислама, который мусульмане считают совершенным законом, созданным Богом. Саудовскую Аравию называют эпицентром сегрегации по половому признаку, что отчасти обусловлено ее консервативными суннитскими исламскими обычаями, а отчасти — правовыми ограничениями её монархии. Половая сегрегация в Саудовской Аравии не является неотъемлемой частью культуры страны, но пропагандировалась в 1980-х и 1990-х годах правительством, движением Сахва, а также консервативными и религиозными поведенческими контролерами (полицией нравов, государственными служащими и т. д.).
Израиль также известен как призывом на военную службу представителей обоих полов, так и разделенными по половому признаку автобусными линиями.

## В образовании
Гендерная сегрегация иногда реализуется в рамках политики, поскольку считается, что она способствует улучшению результатов образования. В некоторых частях мира встречаются учебные заведения, разделённые по полу. В частности, в США два федеральных закона разрешают государственным и частным учебным организациям проводить сегрегацию по половому признаку: Раздел VII Закона о гражданских правах 1964 года и Раздел IX Поправок об образовании 1972 года. Эти законы разрешают половую сегрегацию в контактных видах спорта, хоровом пении, половом воспитании, а также в таких областях как математика и чтение в государственных школах.

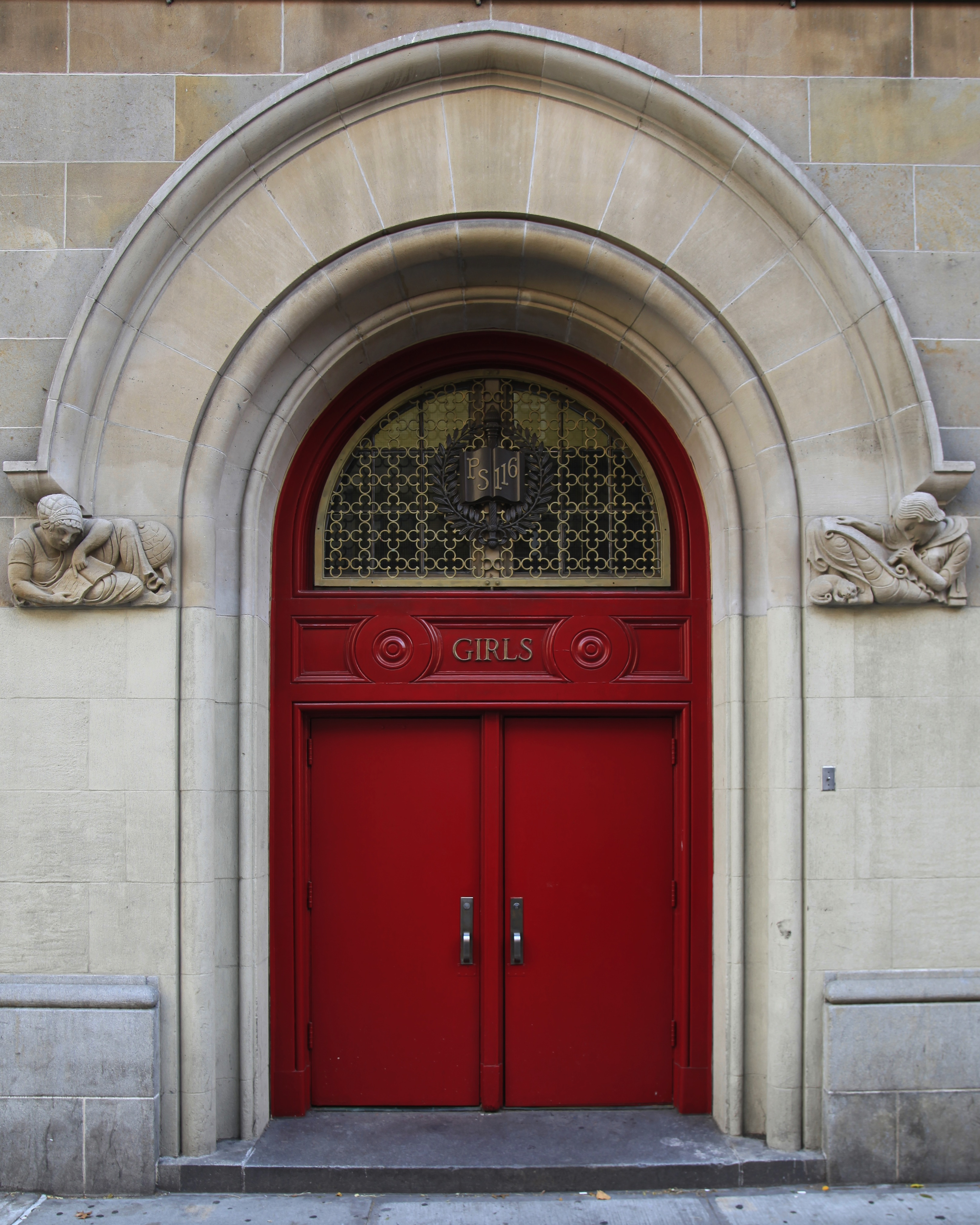
Школа. Вход для девочек

Исследования анализировали, обеспечивают ли школы с раздельным обучением или школы совместного обучения лучшие результаты обучения. Учителя и школьная среда, как правило, более благоприятствуют формированию у девочек навыков обучения, а показатели посещаемости выше в школах с раздельным обучением. Девочки в школах с раздельным обучением превосходят своих сверстниц в школах с совместным обучением по математике, имеют более высокие средние баллы.
Критики раздельных школ и классов утверждают, что раздельное обучение изначально неравноправно и что физическое разделение способствует гендерной предвзятости в академическом и социальном плане. Раздельное обучение также ограничивает социализацию между полами, которую обеспечивают школы совместного обучения. Доказано, что в школах совместного обучения меньше тревожности, более комфортные классы и ученики могут участвовать в симулированной социальной среде, получая инструменты для взаимодействия, налаживания связей и достижения успеха за пределами школы.